# Eve (album)
Pour les articles homonymes, voir Ève.
Albums de The Alan Parsons Project
Pyramid
(1978) The Turn of a Friendly Card
(1980)
Singles
1. Lucifer
Sortie : 1979
2. Damned If I Do
Sortie : 1979
3. You Won't Be There
Sortie : 1979

Eve est le quatrième album studio du groupe de rock progressif britannique, The Alan Parsons Project. Il est sorti le 27 août 1979 sur le label Arista Records et a été produit par Alan Parsons.

## Historique
Cet album a été enregistré entre décembre 1978 et juin 1979 au studio Super Bear à Berre-les-Alpes dans les Alpes-Maritimes. L'orchestre et les chœurs ont été enregistrés à Munich dans les studios Arco.
Initialement censé être inspiré par la place des « grandes » femmes dans l'histoire, il a glissé vers une évaluation de la force et des caractéristiques des femmes confrontées à un monde d'hommes. La chanson If I Could Change Your Mind était à l'origine inspirée par Jeanne d'Arc et comportait des paroles différentes.
Il se classe à la première place des palmarès allemand et suisse. Il atteint la treizième place du Billboard 200 aux États-Unis et la soixante-quatorzième place des charts britanniques. En France il resta classé pendant seize semaines avec une meilleure vingt-deuxième place.
La réédition de cet album en 2008 sera augmentée de sept titres bonus dont un inédit écrit par Eric Woolfson, Elsie's Theme from The Sicilian Defence (the Project that never was), dédicacé à sa petite-fille.

## Liste des titres
- Tous les titres sont signés par Alan Parsons et Eric Woolfson sauf indication.

Face 1
| No | Titre                  | Chant              | Durée |
| -- | ---------------------- | ------------------ | ----- |
| 1. | Lucifer                | Titre instrumental | 5:09  |
| 2. | You Lie Down with Dogs | Lenny Zakatek      | 3:45  |
| 3. | I'd Rather Be a Man    | David Paton        | 3:52  |
| 4. | You Won't Be There     | Dave Townsend      | 3:37  |
| 5. | Winding Me Up          | Chris Rainbow      | 4:00  |

Face 2
| No | Titre                       | Chant         | Durée |
| -- | --------------------------- | ------------- | ----- |
| 6. | Damned If I Do              | Lenny Zakatek | 4:50  |
| 7. | Don't Hold Back             | Clare Torry   | 3:36  |
| 8. | Secret Garden               | Chris Rainbow | 4:40  |
| 9. | If I Could Change Your Mind | Lesley Duncan | 5:49  |

Titres Bonus de la réédition 2008
| No  | Titre                                                                                 | Auteur        | Durée |
| --- | ------------------------------------------------------------------------------------- | ------------- | ----- |
| 10. | Elsie's Theme from 'The Sicilian Defence' (the Project that never was) (titre inédit) | Eric Woolfson | 3:00  |
| 11. | Lucifer (démo)                                                                        |               | 2:48  |
| 12. | Secret Garden (rough mix)                                                             |               | 4:41  |
| 13. | Damned If I Do (rough mix)                                                            |               | 4:46  |
| 14. | Don't Look Back (vocal rehearsal rough mix)                                           |               | 3:43  |
| 15. | Lucifer (early rough mix)                                                             |               | 4:17  |
| 16. | If I Could Change Your Mind (rough mix)                                               |               | 5:46  |

## Musiciens
- Alan Parsons : claviers, guitare , ingénieur du son, instrumentiste du code Morse ("E . V ..._ E ." sur le titre Lucifer), production
- Ian Bairnson : guitare électrique et acoustique
- David Paton : basse, chant (3), chœurs
- Stuart Elliott : batterie, percussions
- Eric Woolfson : claviers, Producteur exécutif
- Duncan Mackay : claviers, synthétiseurs
- Lenny Zakatek: chant (2, 6)
- Dave Townsend: chant (4)
- Chris Rainbow: chant (5,8), chœurs (7)
- Clare Torry: chant (7)
- Lesley Duncan: chant (9)
- L'orchestre de l'Opéra de chambre de Munich
- Sandor Farcas : Premier violon de l'Orchestre
- Andrew Powell: arrangements et conducteur de l'orchestre et de la chorale

## Charts et certifications

### album
Charts
| Pays             | Durée du classement | Meilleur classement | Date              |
| ---------------- | ------------------- | ------------------- | ----------------- |
| Allemagne        | 66 semaines         | 1er                 | 17 septembre 1979 |
| Autriche         | 32 semaines         | 2e                  | 15 février 1980   |
| Canada           | 28 semaines         | 10e                 | 10 novembre 1979  |
| États-Unis       | 27 semaines         | 13e                 | 20 octobre 1979   |
| France           | 16 semaines         | 22e                 | 7 septembre 1979  |
| Norvège          | 10 semaines         | 6e                  | 3 septembre 1979  |
| Nouvelle-Zélande | 22 semaines         | 4e                  | 16 septembre 1979 |
| Pays-Bas         | 3 semaines          | 40e                 | 29 septembre 1979 |
| Royaume-Uni      | 1 semaine           | 74e                 | 29 septembre 1979 |
| Suède            | 5 semaines          | 10e                 | 21 septembre 1979 |

Certifications
| Pays             | Certification | Ventes    | Date             |
| ---------------- | ------------- | --------- | ---------------- |
| Allemagne        | Or            | 250 000 + | 1979             |
| Canada           | Platine       | 100 000 + | 1er octobre 1979 |
| États-Unis       | Or            | 500 000 + | 11 février 1980  |
| Nouvelle-Zélande | Or            | 7 500 +   | 21 octobre 1979  |

### Singles
| Single         | Chart             | Durée du classement | Position | Date             |
| -------------- | ----------------- | ------------------- | -------- | ---------------- |
| Lucifer        | Single Top 100    | 22 semaines         | 8e       | 11 février 1980  |
| Lucifer        | Ö3 Austria Top 40 | 20 semaines         | 4e       | 15 janvier 1980  |
| Damned If I Do | Hot 100           | 17 semaines         | 27e      | 22 décembre 1979 |
| Damned If I Do | RPM Top Singles   | 14 semaines         | 16e      | 1er mars 1980    |

## Sources
- (en) Cet article est partiellement ou en totalité issu de l’article de Wikipédia en anglais intitulé « Eve (album) » (voir la liste des auteurs).